# Cosmología nórdica
La Cosmogonía escandinava se refiere a las creencias mitológicas que tenían los pueblos nórdicos sobre el origen y evolución del universo, así como las leyes generales que rigen el mundo físico.

## El mito de la creación del mundo según mitología nórdica
Según las creencias precristianas que aparecen reflejadas en poemas como la Völuspá y en el relato Gylfaginning el mundo se formó a partir de pocos elementos, los cuales eran el Fuego, el Aire, la Tierra y el Agua.

### Frío y Calor
Al principio no había ni arena, ni mar, ni olas saladas, ni tierra por abajo ni cielo por arriba; el abismo no tenía fondo y la hierba no crecía en ninguna parte. El abismo original Ginnungagap se extendía entre el país de los hielos, de las tinieblas y de las nieblas, al Norte, y en el Sur, el país de fuego
Del choque y mezcla entre estas materias (una caliente y una fría) nacieron el mar, la tierra y las aguas. Doce ríos venidos del sur fluyeron hacia el país de los hielos, allí se cubrían de escarcha y morían en las inmensidades heladas. Estos colmaron poco a poco el abismo.

### Ymir
Las gotas de agua, vivificadas por el aire del Sur, se reunieron para formar un cuerpo vivo, el del primer gigante: ymir. Al principio único ser dotado de vida, tuvo pronto la compañía de una vaca: Audumla, nacida como él en el hielo fundido. De la ubre de Audumla fluían cuatro ríos de leche, que nutrían a Ymir; ella se nutría de la sal contenida en el hielo que hacía fundirse lamiéndolo. De Ymir nacieron los gigantes.

### Buri
Mientras Ymir bebía esa leche y multiplicaba sus fuerzas, ocurrió que la vaca hizo surgir, en las tibias gotas de leche que salpicaban los bloques de piedra cubiertos de escarcha, otro ser viviente, de forma humana: Buri. Esta primera divinidad, según otros relatos, nace de la condensación del sudor de Ymir. Sus cabellos fueron lo primero que tomó forma, luego la cabeza y luego todo el cuerpo. Buri, como Ymir, era capaz de reproducirse, y tuvo un hijo, Bor, que con el tiempo se casó con Bestla, una hija de gigante, descendiente de Ymir. Así, de manera, surgieron las razas de los gigantes y los dioses.

### Odín y la creación del mundo
Los tres primeros hijos de la primera pareja son los tres primeros Ases: Odín, Vili (voluntad) y Vé (sacerdote).
Los tres hijos de Bor se abalanzaron contra Ymir y lo mataron. Arrastraron su cuerpo sobre el abismo. A partir del cuerpo despedazado del gigante, Odín, con ayuda de sus hermanos Ve y Vili, creó el universo. 
De la carne de Ymir hicieron la tierra, de su sangre el mar y los lagos, de sus huesos las montañas y de sus dientes las rocas. Con su cerebro crearon las nubes y con sus cejas enmarañadas los límites del mundo. Con la parte cóncava del cráneo levantaron la bóveda celeste, que es sostenida por cuatro enanos llamados Norðri, Suðri, Austri y Vestri (los puntos cardinales).
Los astros principales, el Sol y la Luna, giran perseguidos por lobos.
Las chispas del Sol dieron origen a los demás astros. Los dioses regularon su curso, instituyendo así el ritmo de las estaciones, que hizo nacer la vegetación, y también la sucesión de los días y de las noches. La noche fue la primera, y de ella emanó el día.

### Enanos y seres humanos
Por decisión de los dioses, los enanos nacidos como gusanos de la sangre de Ymir tuvieron raciocinio, aunque quedaron condenados a vivir bajo el suelo y las piedras.
Los primeros seres humanos fueron Ask (ash, fresno) y Embla (elm, olmo), que fueron tallados de madera y traídos a la vida por los dioses, Hœnir/Vili, y Lóðurr/Ve.

## Esquema del Universo
Aunque hay incongruencias, por lo general, el mundo de los escandinavos está dividido en varios lugares conectados por un gran árbol llamado Yggdrasil.

### Los nueve mundos
Los 9 mundos en los que se dividía el universo se distinguen por la terminación -heimr (hogar, reino, o mundo) y en algunas ocasiones -garðr (jardín o tierra).
En los últimos tiempos, la tendencia se inclinaba al nombrar los sitios de acuerdo con las criaturas que los habitaban. Las investigaciones enfocadas hacia las más antiguas fuentes sugieren que los nueve mundos eran designados con la terminación -heimr (por ejemplo Miðgarðr sería Mannheim, Ásgarðr sería Godheim) y eso haría que los nombres antiguos fueran tomados por los autores de la mitología al confundir ciertos lugares situados en los mundos, con los mundos en particular.
Además de Midgard los otros 8 mundos se pueden tomar como opuestos de la siguiente forma:
| Mundo                 | Mundo opuesto              | Contraste                                  |
| --------------------- | -------------------------- | ------------------------------------------ |
| Vanaheim              | Jötunheim                  | Creación - Destrucción                     |
| Asgard                | Helheim                    | Cielo y Salvación - Infierno y Condenación |
| Alfheim o Ljusalfheim | Niðavellir o Svartálfaheim | Luz - Oscuridad                            |
| Muspelheim            | Niflheim                   | Fuego y Calor - Hielo y Frío               |

### Yggdrasil

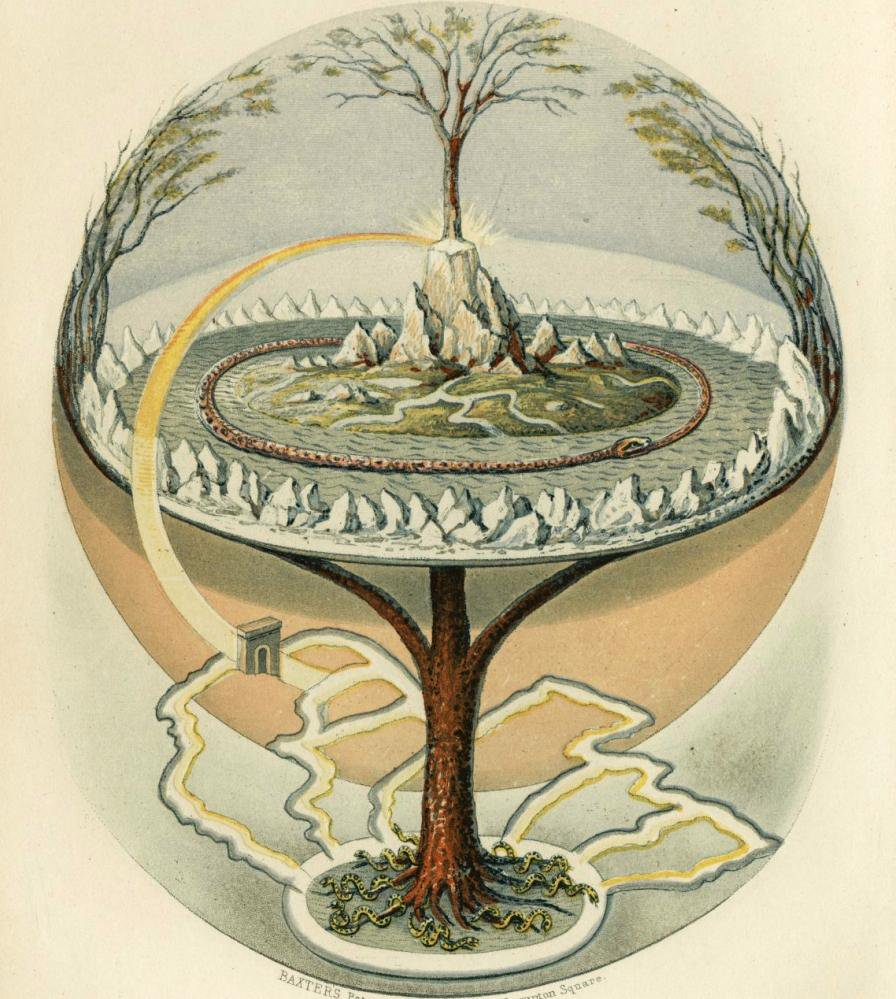
Esta ilustración muestra un intento del que representa el mundo según la Edda prosaica.

Yggdrasil es el nombre del fresno gigante que conecta los distintos mundos. Se acepta la traducción corcel de Ygg, ya que Ygg es uno de los tantos nombres de Odín.
Este árbol tiene tres niveles; sin embargo, hay algunas inconsistencias de acuerdo con las fuentes sobre cómo este árbol sitúa a diferentes mundos en el mismo nivel. Por ejemplo, en el nivel del medio, además de Midgard se sitúa a Niflheim al norte, a Muspelheim hacia el sur y a Jotunheim en el este.
En la cima del fresno sagrado habitan el águila y el halcón, que representan sabiduría. Una ardilla llamada Ratatösk, que simboliza al intrigante, lleva y trae noticias por las ramas. Los cuervos de Odín, que informan al dios supremo lo que acontece en la tierra, también habitan la copa. Tres ciervos pastan junto al árbol despojándolo de su corteza, y el dragón Nidhogg come sus raíces.
En el cielo del fresno está el reino de los elfos luminosos, de figura "más bella que es el Sol", en tanto los elfos oscuros, "más negros que el alquitrán", viven debajo del árbol.
El arcoíris, Bifrost ("camino oscilante") es el puente entre el cielo y la tierra.